# Зенитное орудие

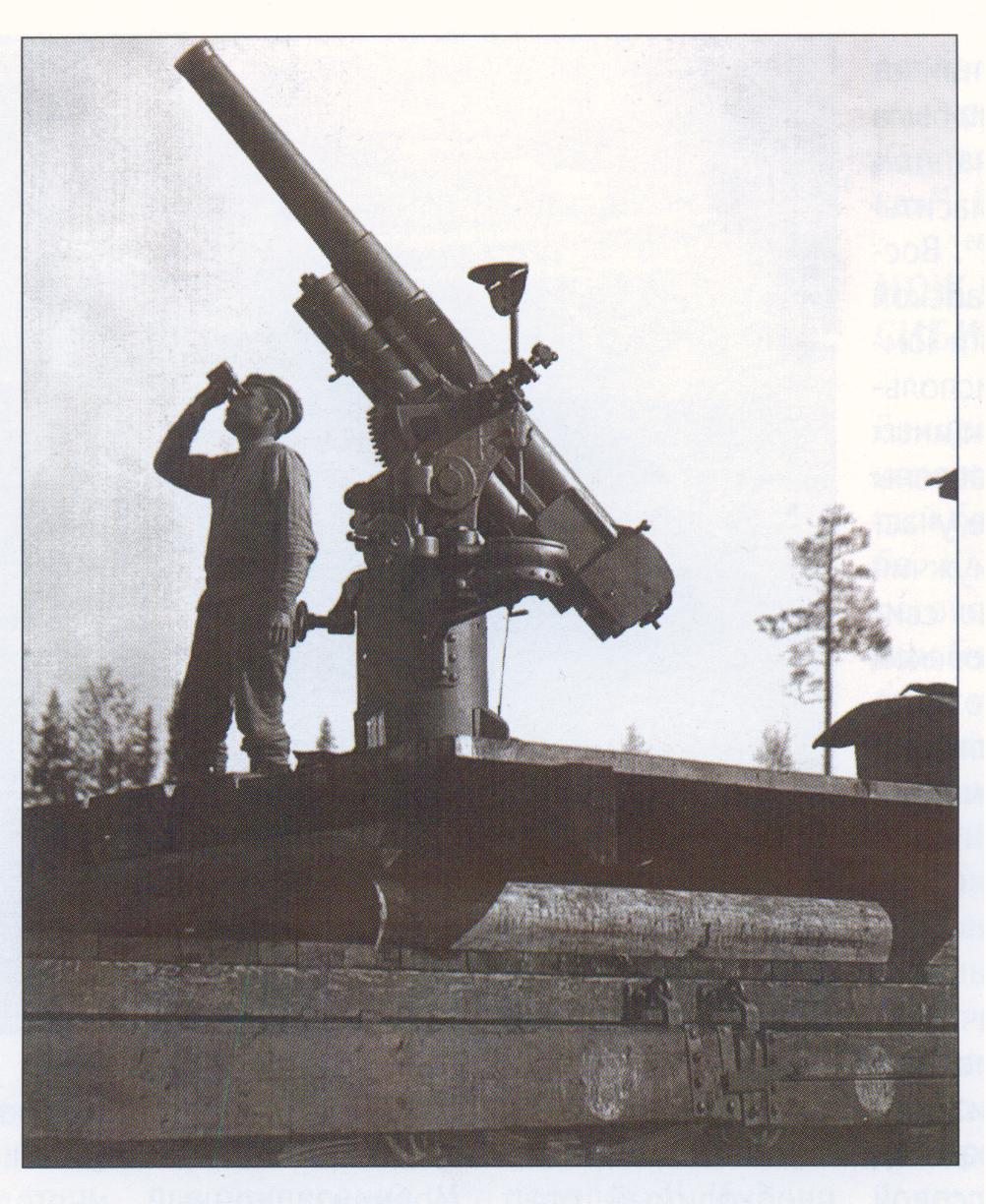
Зенитное орудие на платформе (76-мм зенитная пушка образца 1914/15 годов). 1919 год.

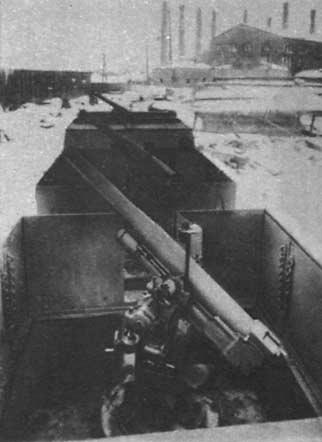
76-мм зенитные пушки Лендера на платформе бронепоезда № 44, РККА, 1920 год.

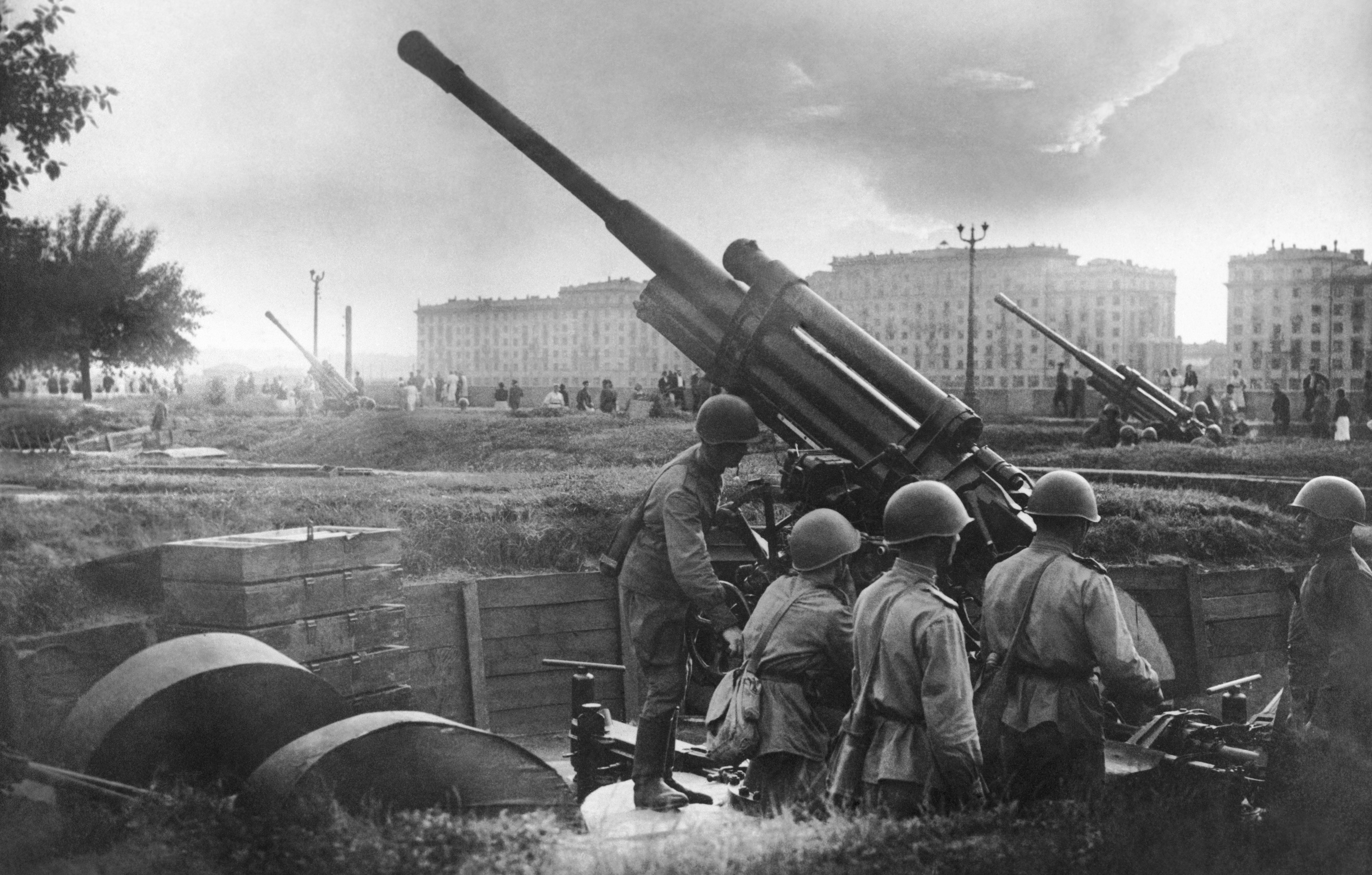
Солдаты, обороняющие Москву во время Великой Отечественной войны, готовят зенитные орудия в парке культуры имени М. Горького к отражению налёта немецких бомбардировщиков. Москва.

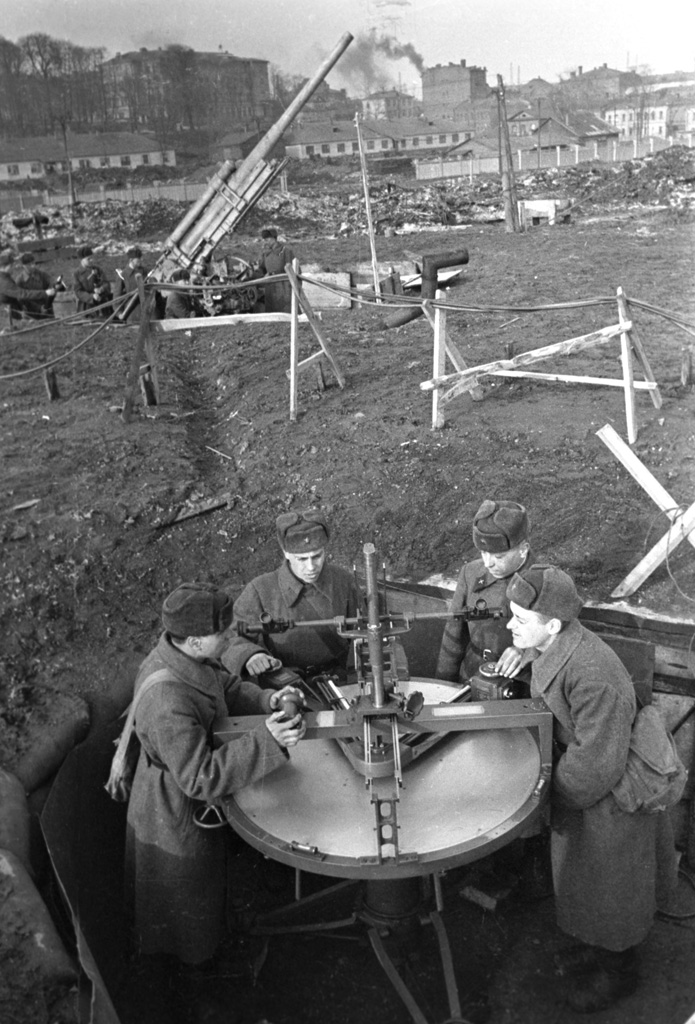
Группа наведения зенитного расчёта при обороне Москвы, 1 ноября 1941 года, фото Олег Кнорринг.

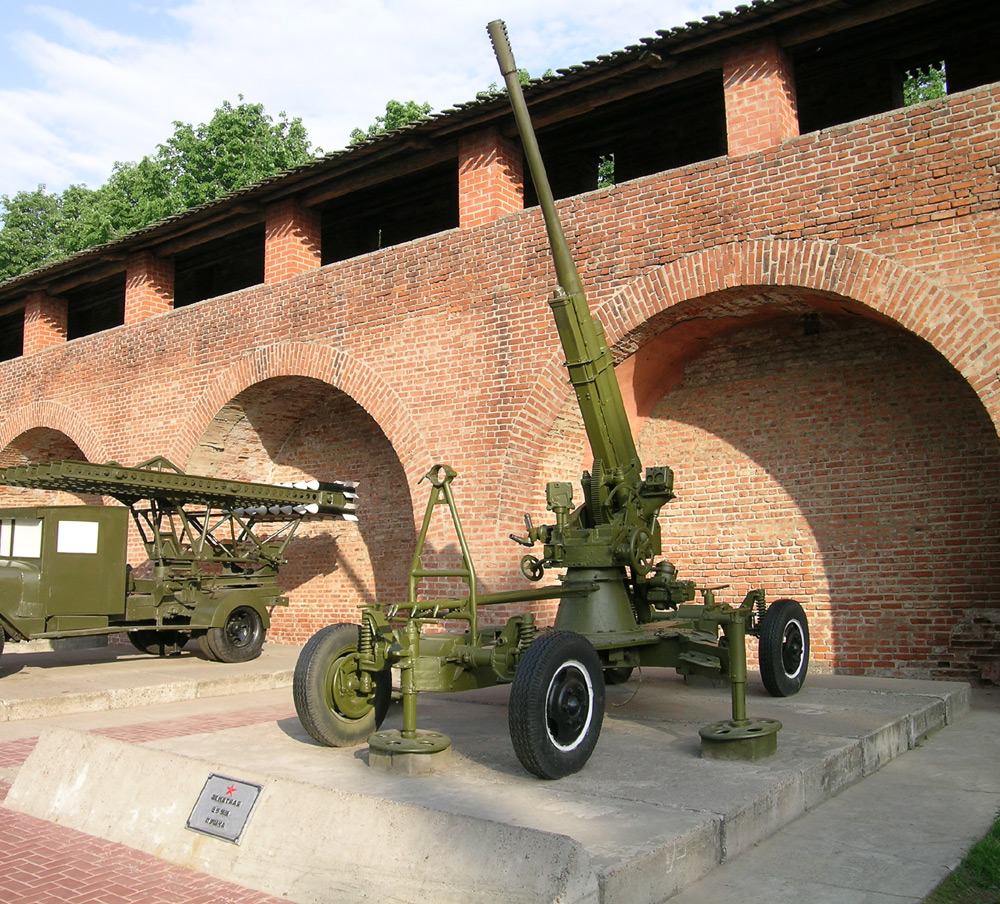
85-мм зенитная пушка образца 1939 года (52-К). В годы войны, особенно на её начальном этапе в условиях нехватки противотанковых пушек, 85-мм зенитная пушка использовалась для стрельбы по танкам из-за начальной скорости снаряда (800 м/сек) и его большого веса (9,2 кг). Установлена в Нижегородском Кремле.

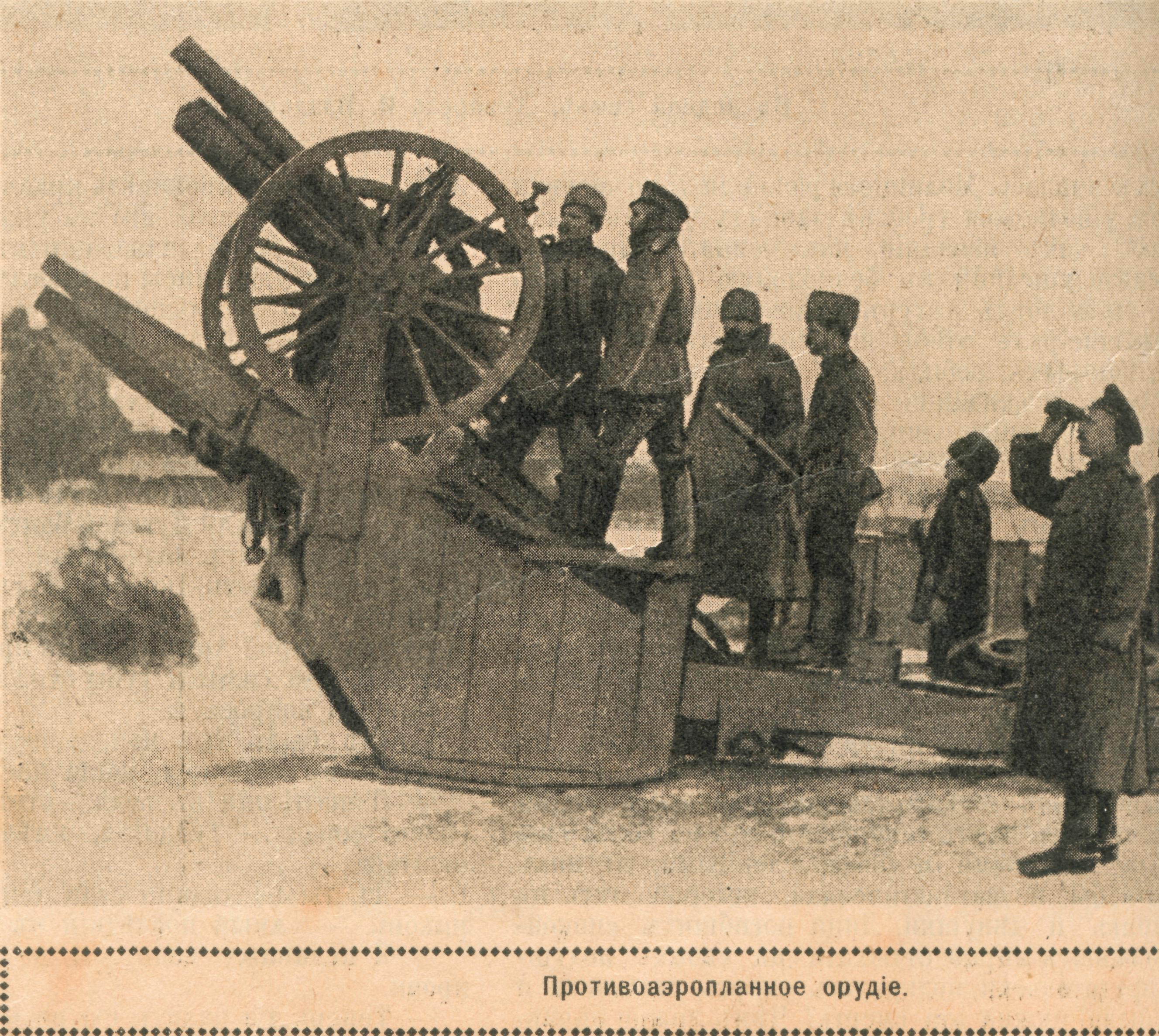
3-й артдивизион, Русско-германский фронт, русское противоаэропланное орудие, 1916 год (76-мм дивизионная пушка образца 1902 года)

Зени́тное ору́дие (также жарг. зенитка, зенитная пушка) — специализированное артиллерийское орудие на лафете, в современном варианте — смонтированное на унифицированном самоходном колесном или гусеничном шасси, с круговым обстрелом и большим углом возвышения (стрельбой «в зенит», отсюда и происходит название — «зенитное орудие»), предназначенное для борьбы с авиацией противника.
В первую очередь характеризуется высокой начальной скоростью снаряда и точностью наводки, в связи с этим зенитные орудия часто использовались в качестве противотанковых.
Основные способы ведения огня — заградительный огонь на заранее установленных рубежах и огонь по рубежам вероятного применения бортового оружия (сбрасывания бомб) авиацией противника. Наибольшая эффективность применения зенитных орудий достигается при управлении их огнём с помощью РЛС и автоматических приборов управления стрельбой.
После Второй мировой войны роль зенитных орудий в ПВО постепенно уменьшается, их роль берут на себя зенитные ракетные комплексы, обладающие большей дальностью стрельбы и высокой точностью на больших дистанциях.
В случае необходимости, скорострельные зенитные орудия могут использоваться в качестве сверхтяжелого противопехотного и противолёгкотехнического оружия. Высокая скорость стрельбы оказывает высокое поражающее действие (пехота, вследствие разрывного действия снаряда, поражается от попадания снаряда рядом с ней, тяжелая пехота и легкая бронетехника — от первого прямого попадания) и психологическое воздействие (прямое попадание разрывает пехотинца напрочь, понижая моральный дух рядом находящихся солдат). Иными словами, могут быть эффективнее обычной пулемётной точки.

## История
В 1891 году в Красном Селе состоялись первые опытные стрельбы по воздушным целям. В качестве воздушных целей были использованы привязанные воздушные шары и аэростаты на конной тяге. Опытные стрельбы по воздушным целям пулевой шрапнелью из четырёхдюймовых пушек, проведённые на Усть-Ижорском полигоне в 1890 году и под Красное Село|Красным Селом в 1891 году, показали высокую эффективность применения артиллерии. Тем не менее было определено, что для успешной борьбы с воздушными целями противника нужна специальная зенитная пушка. В итоге российскими инженерами была разработана 76-мм зенитная пушка образца 1914/15 годов. Так создавалась русская ПВО.

… . Улучшения в артиллерии. В целях всестороннего улучшения артиллерии в отчётном году по примеру прошлых лет разрешались различные вопросы, относящиеся преимущественно до технической части, и производились нужные испытания.

Важнейшее из исполненного в том отношении было следующее: ….

7. Произведенные опыты обстреливания воздушных свободно летящих шаров привели к убеждению, что для получения при такой стрельбе сколько-нибудь надежных результатов необходимы специальные орудия и особые дальномеры; требования для подобных пушек и дальномеров выработаны и сообщены лучшим русским и иностранным заводам и фирмам с предложением разработать проекты пушек и представить образцы дальномеров. …— Из Всеподданнейшего доклада по Военному министерству о мероприятиях и состоянии всех отраслей военного управления за 1909 год.

## Типы

### По калибру
По калибру зенитные орудия делятся на:
- малого калибра (20 — 60 миллиметров);
- среднего калибра (60 — 100 миллиметров);
- большого калибра (свыше 100 миллиметров).

Отдельно учитываются зенитные пулемёты калибра 12,7 — 14,5 миллиметров.

### По размещению
- Стационарные
  - Крепостные
  - Корабельные
  - Бронепоездные
- Самоходные (шасси)
  - колесном
  - полугусеничном
  - гусеничном
- Прицепные

## Формирования
Применяются, как правило, в составе формирования — дивизиона (полка, бригады), минимальная огневая единица — батарея (в составе 4 — 8 орудий).